# Phineas Gage
Phineas P. Gage (Lebanon, 8 o 9 luglio 1823 – San Francisco, 21 maggio 1860) è stato un operaio statunitense addetto alla costruzione delle ferrovie, noto per un incidente capitatogli nel 1848: sopravvisse alla ferita infertagli da un'asta di metallo che gli trapassò il cranio.
L'asta gli distrusse gran parte del lobo frontale sinistro del cervello e questo ebbe effetti sulla sua personalità e sul suo comportamento nei suoi restanti dodici anni di vita, al punto che i suoi stessi amici avevano difficoltà a riconoscerlo.

## Biografia

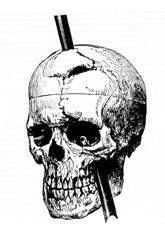
Una ricostruzione grafica dell'epoca

È conosciuto per essere diventato uno dei casi di studio più famosi in neurologia (citato come "American Crowbar Case") in seguito a un incidente sul lavoro avvenuto nel pomeriggio del 13 settembre 1848 vicino alla città di Cavendish, nella Contea di Windsor, mentre inseriva una carica esplosiva in una roccia che doveva essere fatta saltare in aria perché bloccava il passaggio della linea ferroviaria in costruzione.
A causa dell'esplosione accidentale della polvere da sparo, il ferro di pigiatura che Gage stava usando per compattarla schizzò in aria attraversando la parte anteriore del suo cranio, provocando un grave trauma cranico che interessò i lobi frontali del cervello.
Miracolosamente sopravvissuto all'incidente, già dopo pochi minuti Gage era di nuovo cosciente e in grado di parlare; i presenti ai fatti raccontano di aver ritrovato l'asta metallica «imbrattata di sangue e cervello». Dopo tre settimane poteva già rialzarsi dal letto e uscire di casa in maniera del tutto autonoma. La sua personalità però aveva subito radicali trasformazioni, al punto che gli amici non lo riconoscevano, in quanto divenuto intrattabile, in preda ad alti e bassi, e incline alla blasfemia. Soprattutto per questi motivi, i vecchi datori di lavoro si rifiutarono di riprenderlo con sé. Ciononostante, egli trovò un nuovo lavoro come conducente di diligenze e visse altri 12 anni dopo l'incidente.
Sul suo conto si dice però che egli, a causa dell'incidente e del mutamento nella personalità, divenne per un periodo un'attrazione nel museo di Phineas Taylor Barnum, a New York, dove le persone pagavano per vedere il suo cervello pulsante.
I suoi resti furono riesumati sette anni dopo la sua morte e riposano attualmente nel museo anatomico della Harvard Medical School.

## Ricerche scientifiche

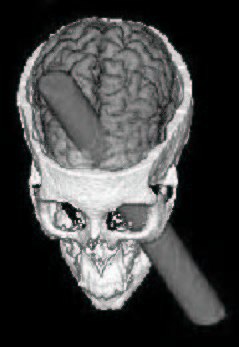
Ricostruzione CGI del cranio lesionato di Gage

Si crede che l'incidente di cui fu vittima abbia causato l'enorme cambiamento nella sua personalità emotiva e relazionale, trasformandolo in una persona talmente priva di freni inibitori sul piano verbale, da risultare irosa e asociale, ed un cambiamento della sua capacità di fare previsioni sulla base dei dati acquisiti, rendendolo incapace di valutare i rischi delle sue azioni.
Gli studi sulle condizioni di Gage hanno apportato grandi cambiamenti nella comprensione clinica e scientifica delle funzioni cerebrali e della loro localizzazione nel cervello, soprattutto per quanto riguarda le emozioni e la personalità. È anche in seguito alle riflessioni teoriche avviate in conseguenza di questo caso che, per alcuni decenni della metà del XX secolo, sono stati usati metodi, oggi in totale disuso, come la lobotomia prefrontale per curare certi tipi di disturbi del comportamento.
Il cranio di Gage e il bastone di ferro che ha causato il trauma cranico sono esposti al pubblico nel museo della Harvard Medical School.
Nel 1994 il team della neuroscienziata Hanna Damasio e del marito, Antonio Damasio, è riuscito a ricostruire virtualmente, dal cranio conservato, le aree del cervello compromesse.
Nel 2012 un team di ricercatori dell'Università della California di Los Angeles ha simulato l'incidente per analizzare le lesioni della materia bianca che collega tra loro diverse parti del cervello. Non è stato possibile utilizzare il cranio originale dato che, a circa due secoli dall'incidente, la struttura risulta estremamente fragile. Per questo motivo, il team di ricercatori ha utilizzato l'ultima tomografia del cranio, risalente al 2001, presso il Brigham and Women's Hospital di Boston. Dopo averne migliorato la risoluzione, ne hanno ricavato un modello in 3D. Sul modello hanno potuto ricostruire l'incidente e concludere proponendo l'ipotesi che il cambio di personalità manifestato da Gage sia stato dovuto al danneggiamento di una quantità maggiore al 10% della materia grigia cerebrale che permette all'essere umano di ragionare e ricordare.
Tuttavia, oggi ci sono prove certe dei danni fisici subiti da Gage, ma non di quelli relativi alle sue facoltà mentali; infatti, nel 2008 è emersa una fotografia di Gage (visibile sopra)  scattata dopo l'incidente, in cui l'uomo, elegantemente vestito, tiene fermo l'oggetto dell'incidente e appare calmo e privo di danni in seguito allo stesso, facendo eccezione per l'occhio sinistro completamente chiuso.
Questa foto è importante poiché insieme a una dichiarazione, scoperta nel 2010, di un medico cileno, il quale dichiarò che Gage era un uomo perfettamente in salute e senza nessun problema mentale, contribuisce a smentire la leggenda secondo cui l'uomo impazzì dopo l'incidente.
In ogni caso, ancora oggi non si hanno conferme né dell'una né dell'altra teoria.